# 早雲之里荏原站
早雲之里荏原站（日语：／ Sōun no sato Ebara eki */?）是井原鐵道井原線的車站，位於岡山縣井原市東江原町。
車站名稱取自北條早雲（伊勢盛時）的故鄉，以及車站位於當時的備中國後月郡荏原庄。站名牌下半部分的圖案是早雲的像。

## 歷史
- 1999年（平成11年）1月11日 - 井原線開通，此站啟用[1]。

## 構造
車站是一座地面車站，設有1面1線的單式月台和1面2線的島式月台，共2面3線。可進行列車交會。1、2號月台為島式月台，3號月台為單式月台。
此站是無人車站。車站出入口直接連接跨線橋與月台。在車站內（靠近清音方向）設有井原鐵道總部和車廠。此站為井原鐵道唯一設有夜間停泊的車站。另外，在北邊站前迴旋路上設有「早雲之里交流中心」，該處設有候車室。
此站設有泊車轉乘設施，於站前設有停車場，可停泊84架車輛。

### 月台
| 月台 | 路線    | 上下行 | 方向           | 備註                |
| ---- | ------- | ------ | -------------- | ------------------- |
| 1    | ■井原線 | 下行   | 井原、神邊方向 | 部分列車使用2號月台 |
| 2、3 | ■井原線 | 上行   | 清音、總社方向 |                     |

2號月台為上下行本線，1、3號月台為上下行副本線，為一線通過結構。但是在實際運作上，井原線只有各站停車的普通列車班次，因此在早上時段中，除了上下行列車使用2號月台外，基本上下行列車使用1號月台，上行列車使用2號月台。而3號月台設有以此車站為終點站的列車班次作為下車月台，為了維護路軌，該月台設有少量上行列車（清音方向）班次（截至2018年12月，只有8:54前往清音班次）。另外，從此站出發的下行列車會在出廠外直接前往1號月台。

## 使用狀況
以下為1日平均乘車人次：
| 年度   | 1日平均 乘車人次 |
| ------ | ---------------- |
| 2018年 | 209              |

## 周邊
- 早雲之像
- 國道486號（日语：国道486号）
- 井原警署（日语：井原警察署）荏原派出所
- 井原鐵道總部
- 高越城（日语：高越城）址：北條早雲青年時期度過的地方。轉乘汽車乘坐15分鐘[3]。

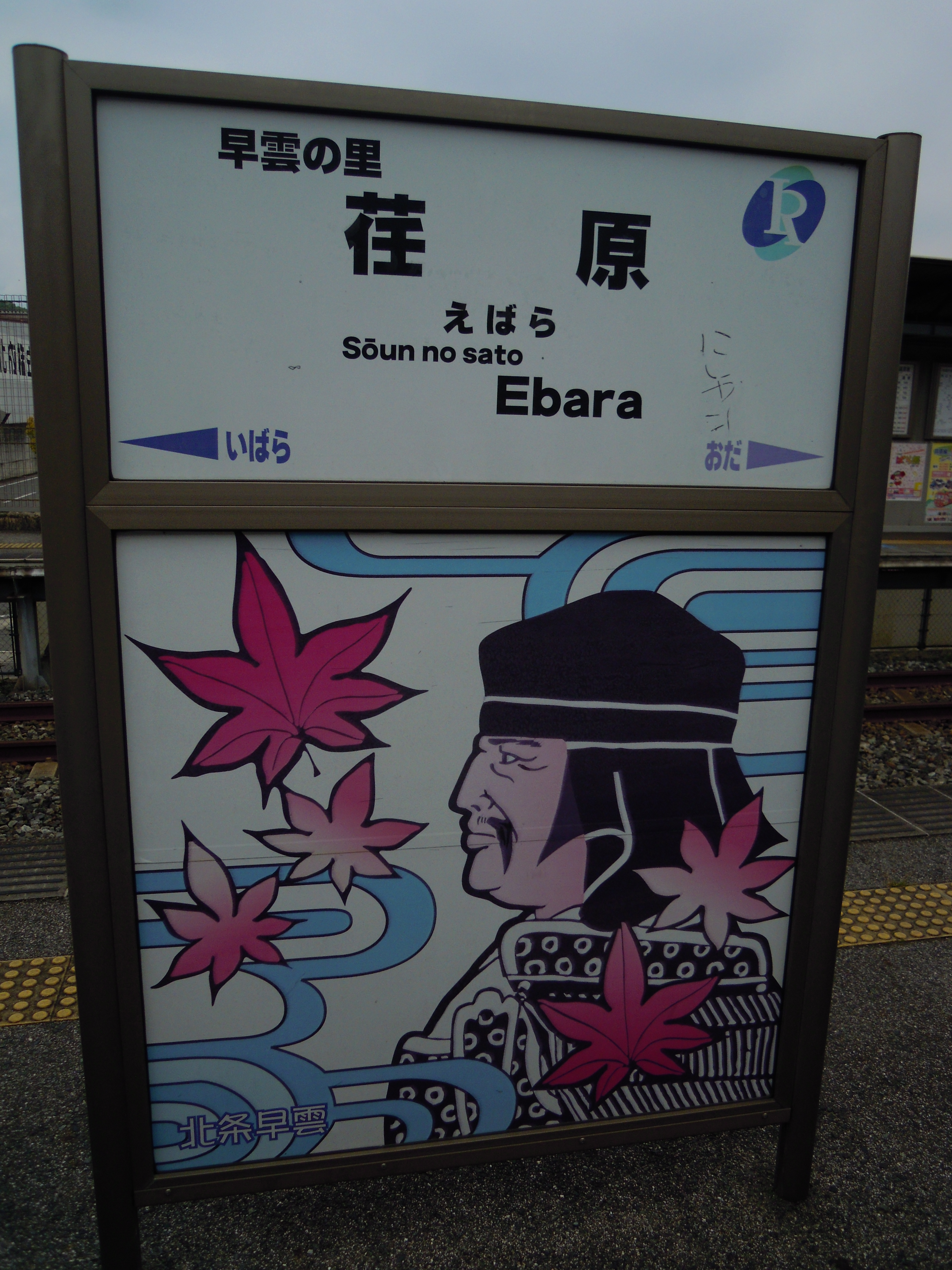
站名牌（2013年5月4日）
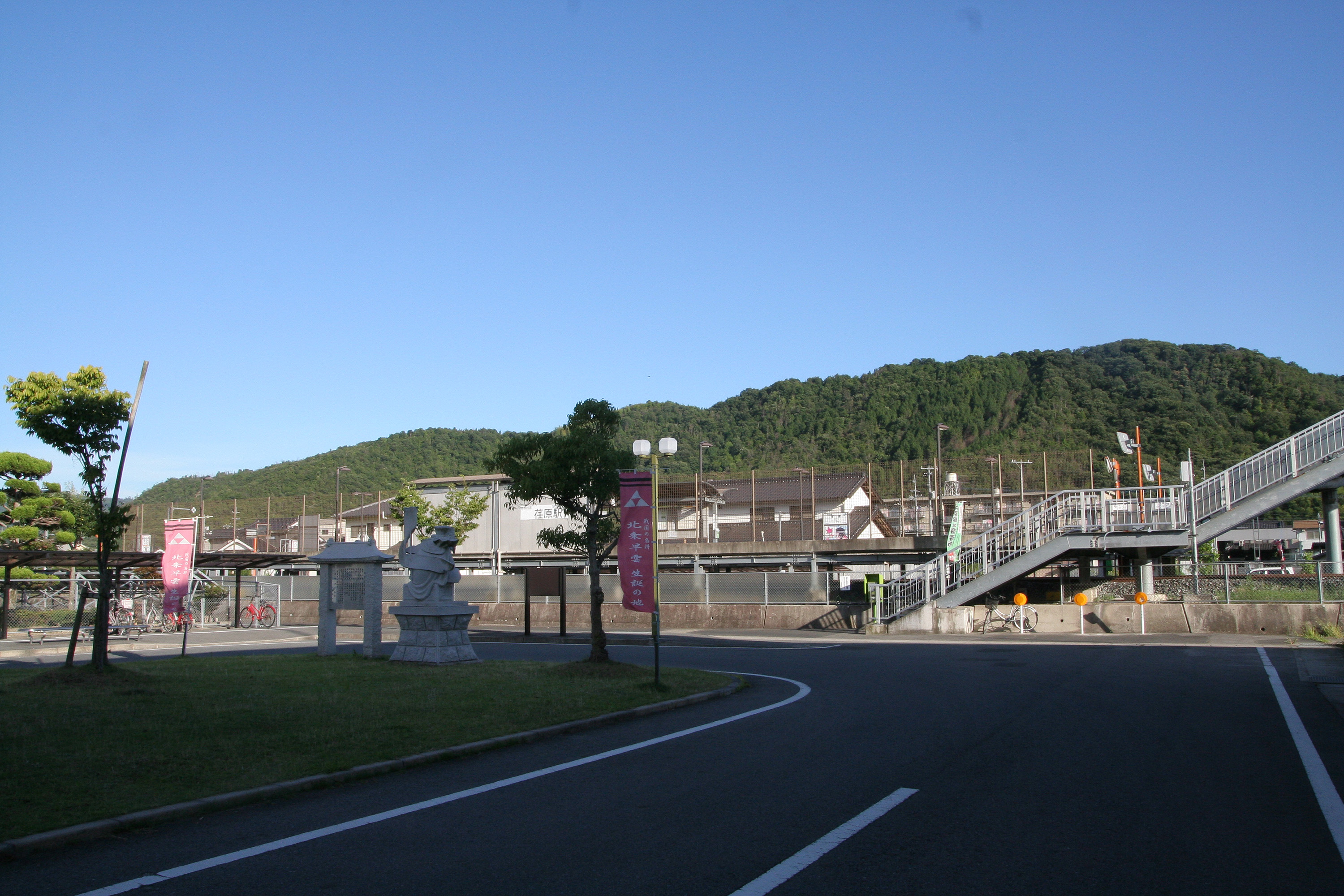
北出口（2008年7月27日）

## 相鄰車站
井原鐵道
■井原線
小田－早雲之里荏原－井原

## 外部連結
- 早雲之里荏原站 – 井原鐵道 （页面存档备份，存于）（日語）